# Réflecteur lunaire

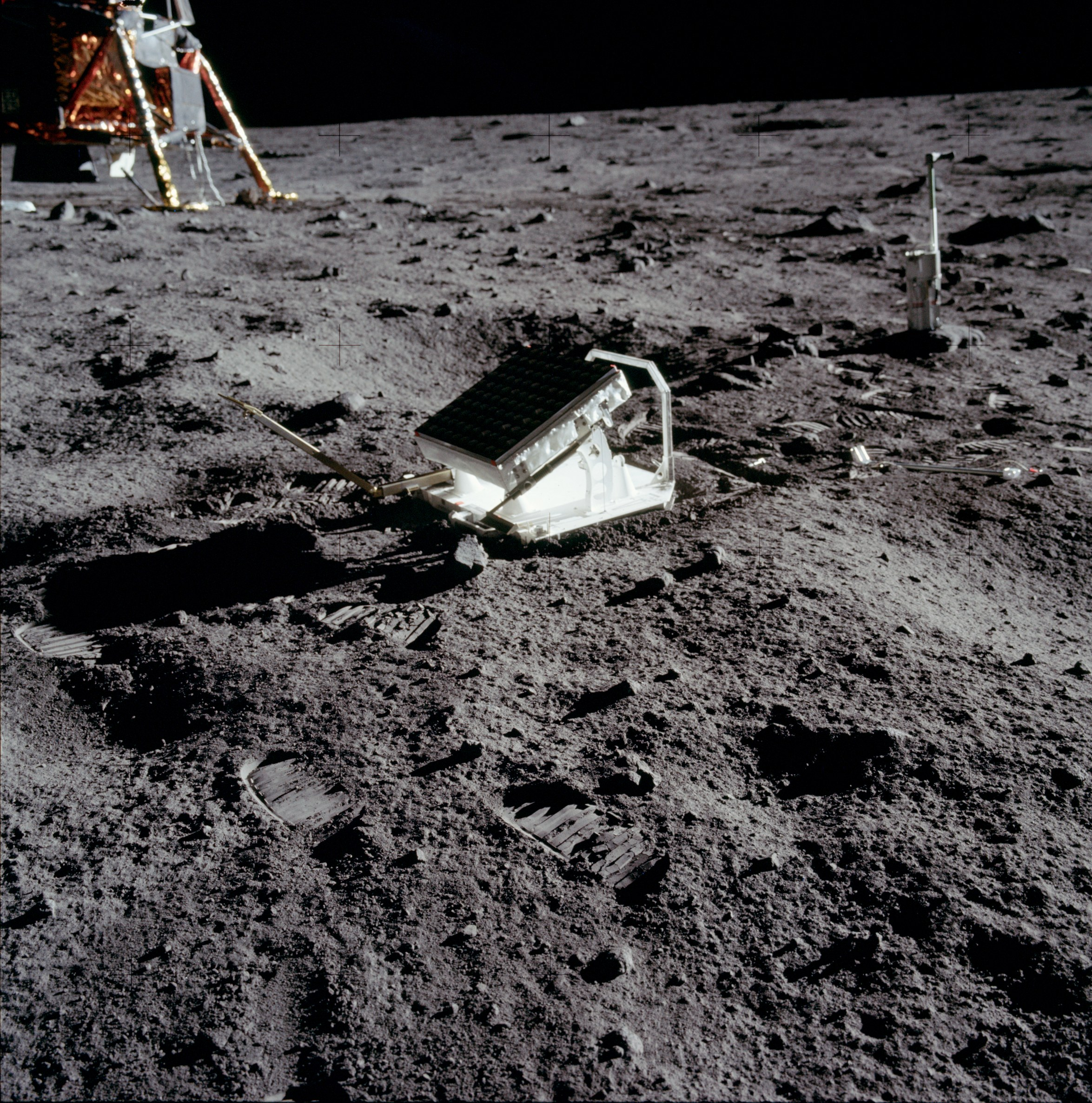
Réflecteur de la mission Apollo 11 sur le sol lunaire.

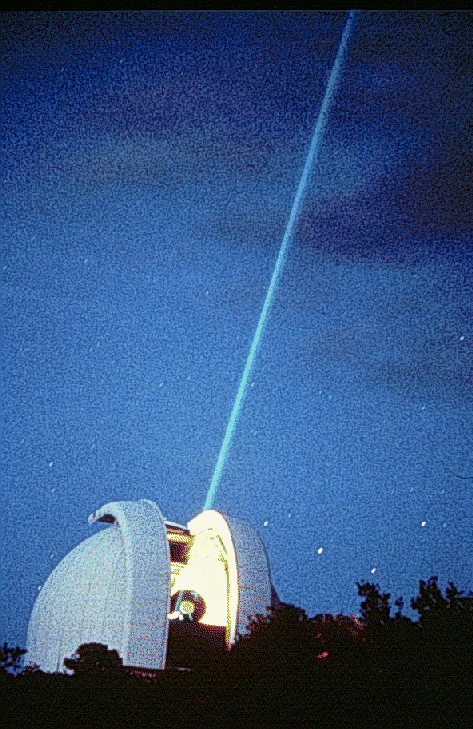
Mesure laser de la distance Terre/Lune depuis l'observatoire Mc Donald.

Un réflecteur lunaire est un dispositif optique catadioptrique, dit rétroréflecteur, déposé sur la Lune afin de mesurer la distance qui la sépare de la Terre au moyen d'un faisceau laser. Cette mesure est effectuée dans le cadre de l'expérience dite Télémétrie laser-Lune (ou Lunar Laser Ranging Experiment, LLR) de l'Observatoire de la Côte d'Azur.
Le matériau réfléchissant du réflecteur est constitué d'un réseau de coins de cube (ou trièdre trirectangle de miroirs) qui ont la propriété de renvoyer les rayons lumineux dans la direction de leur provenance.  Les coins de cube sont usinés avec une très grande précision (les angles font 90 degrés ± une seconde d'arc).
Cinq rétroréflecteurs lunaires ont été placés sur la Lune par les missions humaines américaines Apollo 11, 14 et 15 ainsi que par les sondes robots soviétiques Lunokhod. Ces réflecteurs sont toujours utilisés pour mesurer la distance Terre-Lune avec une précision centimétrique. Cette distance fluctue autour d'une valeur moyenne d'environ 384 467 kilomètres. Ils ont déterminé la mesure précise de l'éloignement de la Lune de la Terre, soit 3,8 cm/an.
Les expériences Laser-Lune permettent aussi de tester le principe d'équivalence fort en physique théorique.

## Apollo 11
Le réflecteur déposé par les astronautes de la mission Apollo 11 est constitué d'une matrice de 10 × 10 coins de cube en verre de quartz de 3,8 centimètres de diamètre.  Il se situe dans la Mer de la Tranquillité. Il a été déposé, ainsi que les deux autres réflecteurs des missions Apollo avec les équipements scientifiques des Early Apollo Scientific Experiments Package et Apollo Lunar Surface Experiments Package.

## Apollo 14

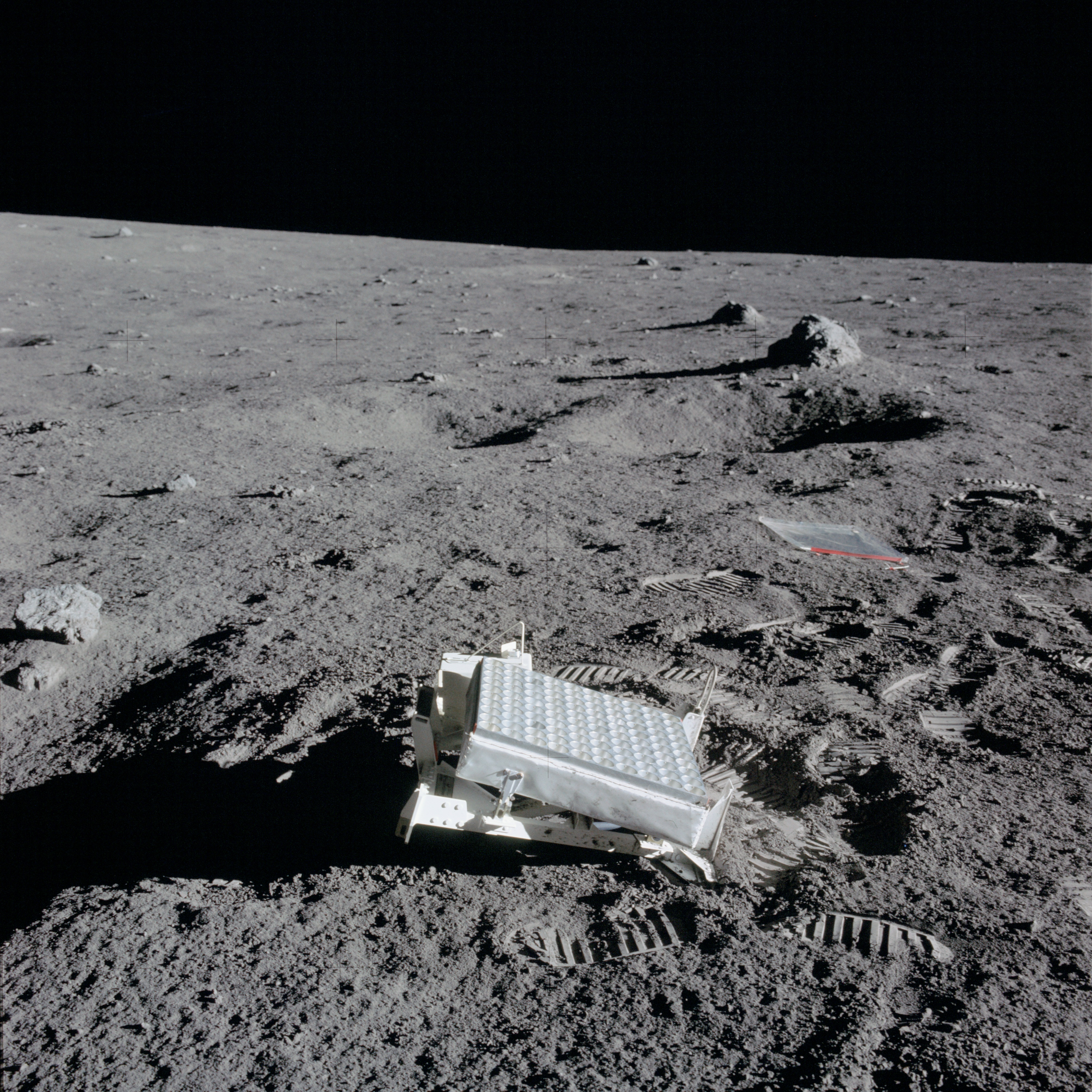
Réflecteur laser déposé lors de la mission Apollo 14 sur le sol lunaire.

Le réflecteur d'Apollo 14 est semblable à celui d'Apollo 11.  Il se situe dans le cratère Fra Mauro.

## Apollo 15
Celui d'Apollo 15 contient trois fois plus de coins de cube.  C'est donc celui qui est le plus utilisé pour la mesure de la distance Terre-Lune (environ 80 % en 2011).  Il se situe dans le cratère Béla.

## Lunokhod 1 (Luna 17)
La sonde automatique soviétique Lunokhod 1, transportée par le vaisseau Luna 17, était équipée d'un réflecteur de fabrication française, réalisé dans le centre spatial de Cannes - Mandelieu, comprenant 14 coins de cube de 11 centimètres de côté. Il a fonctionné lors de la mission en 1970 puis la liaison a été perdue. Il se trouve dans la Mer des Pluies.
Après avoir été relocalisé par le Lunar Reconnaissance Orbiter, un aller-retour lumineux a été réalisé le 22 avril 2010 avec succès par l'Observatoire d'Apache Point au Nouveau-Mexique. Il est depuis couramment utilisé par l'Observatoire de la Côte d'Azur.

## Lunokhod 2 (Luna 21)
Le réflecteur de Lunokhod 2 (1973), transporté par le vaisseau Luna 21, est toujours utilisable. Il se trouve dans le cratère le Monnier. Il comporte comme Lunokhod 1 des réflecteurs de fabrication française.

## Beresheet
Le rétroréflecteur de cet atterrisseur a été fourni par la NASA. Échec de l'alunissage de Beresheet.

## Récapitulatif
| Mission   | Arrivée sur la Lune | Rendement | Pourcentage de tirs |
| --------- | ------------------- | --------- | ------------------- |
| Apollo 11 | 1969                | 0,3       | 6 %                 |
| Luna 17   | 1970                | 0,7 à 0,8 |                     |
| Apollo 14 | 1971                | 0,3       | 7 %                 |
| Apollo 15 | 1971                | 1         | 80 %                |
| Luna 21   | 1973                | 0,1       | 8 %                 |
| Beresheet | 2018 (échec)        |           | N/A                 |

Référence.

## Stations au sol
Les stations au sol sont équipées de lasers puissants qui émettent des impulsions à travers des télescopes.  La « tache » sur la Lune fait théoriquement plus d'un kilomètre de diamètre soit (0,64 seconde d'arc) ; en pratique, à cause de l'atmosphère, plus de 10 kilomètres.  Étant donné la taille du réflecteur, seuls quelques photons reviennent dans le détecteur et il convient de les différencier des autres photons en provenance de la réflexion du Soleil sur la Lune ou de l'atmosphère.  Trois types de filtrage sont mis en œuvre : un filtrage spatial : on ne s'intéresse qu'aux photons qui proviennent du lieu où se trouve le réflecteur, un filtrage fréquentiel : on ne s'intéresse qu'à la fréquence du laser et un filtrage temporel : on ne s'intéresse qu'aux photons qui arrivent à l'instant prévu pour leur arrivée (±50 nanosecondes).
Parmi les stations au sol, on compte l'Observatoire de la Côte d'Azur (station de Grasse), l'Observatoire d'Apache Point au Nouveau-Mexique et l'Agence spatiale italienne (station de Matera).
L'observatoire le plus précis et le plus efficace dans le domaine des tirs laser est l'Observatoire de la Côte d'Azur. Il est le mieux référencé quant à sa position dans l'espace.

## Sources
- « Station de Télémétrie Laser-Lune », Observatoire de la Côte d'Azur (consulté le 31 mai 2009)
- (en) « Lunar Retroreflectors », UCSD (consulté le 31 mai 2009)